# مریکویلد-وولفورد، انتاریو
مریکویلد-وولفورد (انتاریو) (به انگلیسی: Merrickville–Wolford) یک روستا در کانادا است که در شهرستان‌های لیدز و گرنویل یونایتد واقع شده‌است.

## خصوصیات
مریکویلد-وولفورد  ۲٬۸۵۰ نفر جمعیت دارد.